# أحمد بن حسن الكيلاني
أحمد بن حسن الكيلاني (1955 - )، سياسي ورجل دين صوفي أفغاني من اصل عراقي.

## نسبه
هو أحمد بن الحسن الكيلاني القادري (شقيق عبد الرحمن الكيلاني النقيب) بن علي الكيلاني
بن سلمان الكيلاني القادري بن مصطفى الكيلاني القادري بن زين الدين الثاني الكيلاني القادري بن محمد درويش الكيلاني القادري بن حسام الدين الثاني الكيلاني القادري بن نور الدين الثاني الكيلاني القادري بن ولي الدين الكيلاني القادري بن زين الدين الكيلاني القادري بن شرف الدين الكيلاني القادري بن شمس الدين محمد الثاني الكيلاني القادري بن جمال الدين محمد الهتاك الكيلاني القادري بن عبد العزيز الكيلاني القادري بن عبد القادر الكيلاني.

## سيرته
سياسي أفغاني زعيم الجبهة القومية الإسلامية الأفغانية، أحد أبرز الفصائل الأفغانية الثمانية التي ناضلت لاسقاط الحكم الشيوعي في كابول وحاربت الغزو السوفياتي وشيخ الطريقة القادرية في أفغانستان وباكستان وكان له دور كبير في حروب تحرير أفغانستان من السوفيت والحروب السابقة مقيم حاليا في لندن، ولد سنة 1955 في كابل في أفغانستان من عائلة عراقية من بغداد فوالده الحسن مولود في بغداد شقيق عبد الرحمن الكيلاني النقيب  (1841 - 1927) رئيس المجلس التأسيسي الملكي العراقي ورئيس أول حكومة عراقية في العصر الحديث ونقيب اشراف بغداد .
وكان والده الحسن بن علي القادري- استوطن مدينة كابل وتوفي فيها سنة 1894، وما زالت ذريته هناك وكان قد استوطن الزاوية التي بناها هناك عمهم ولي الدين القادري،  المولود ببغداد، والذي أرسله عمه النقيب إلى الديار الأفغانية شيخاً للطريقة القادرية ومكث هناك قرابة عقد من الزمان، والذي كان يجيد اللغات العربية والتركية والاوردية والدارية، وحظي بتقدير وأحترام السلطان أشرف شاه هوتاكي.
لأحمد بن حسن الكيلاني حضور واسع في العديد من الندوات والمهرجانات الإسلامية في جميع بلدان العالم ومنها المهرجانات التي أشرف عليها في كابل و إسلام آباد وحضرها العديد من رجال الدين والفكر في باكستان والعالم الإسلامي، ويضيف الدكتور أكبر أحمد، ان الشيخ احمد الكيلاني، يرتبط بعلاقات ثقافية مع العديد من العلماء الاعلام والدعاة الكبار وزار العديد من دول العالم في سبيل الدعوة للدين الإسلامي، وله اهتمام بالدراسات الإسلامية عامة والقادرية خاصة وله كتب أدعية مطبوعة في الباكستان وماليزيا والهند وسريلانكا وأستراليا وكندا وإسبانيا وبريطانيا والبرازيل، وغيرها من الدول.

## من أعماله
- ألقى المحاضرات واشترك في المؤتمرات والندوات في عدد كبير من البلدان كـمصر والمغرب وسنغافورة والهند و باكستان و بنغلاديش و سريلانكا و الكويت وتركيا، والولايات المتحدة و أوروبا و أستراليا.[5]

- حضر عددا من المؤتمرات العلمية (أكثر من مائة مؤتمر علمي)، وقدم بها دروسا في أكثر من ثلاثين دولة في العالم.
- قام بإحياء دروس العلم على الطريقة القديمة (المشيخية) فشرح كتب الفقه والأصول والحديث والتفسير واللغة.[6]

## تأثيره
نجح احمد الكيلاني في السنوات الأخيرة في تفعيل دور الشباب المسلم في مجال التنمية من خلال دروسه ومحاضراته في كثير من الدول الإسلامية والعربية والأجنبية، وذلك من خلال طرح مشروعات تنموية في المجالات المختلفة خاصة في مجال البطالة والصحة ومحاربة المخدرات وتشغيل الشباب في إطار عمل وخطط مدروسة للنهوض بالامة المسلمة، وكذلك تجنبه اتخاذ مواقف طائفية أو متطرفة تجاه أي فكر، وعرضه لفكرة التعايش وتقبل الآخر بشكل وسطي دون التفريط في الحقوق أو الهوية مما جعل دعوته مقبوله لدي الجمهور العربي خاصة الشباب.

## جوائز وتكريمات
كرم بالعديد من الجوائز والتكريمات ومن عدد كبير من المؤسسات العلمية والدينية في البلدان الإسلامية وغير الإسلامية وكان اخرها، في الشهر 1 سنة 2014 منحته IIOC College of Islamic Studies لندن المملكة المتحدة شهادة، «دكتوراه فخرية»، برقم 735385، تقديراً لمساهمته في مجال الدعوة للإسلام الوسطي الحضاري.
| - عبد القادر الجيلاني - رشيد عالي الكيلاني. - الطريقة القادرية. - عبد الرحمن الكيلاني النقيب. - ولي الدين القادري. |

## وصلات خارجية
- مقابلة مع احمد الجيلاني جريدة الوسط الكويتية  .